# Bridelia affinis
Bridelia affinis là một loài thực vật có hoa trong họ Diệp hạ châu. Loài này được Craib mô tả khoa học đầu tiên năm 1911.